# برنامه پیشانه‌ای
برنامه پیشانه‌ای (به انگلیسی: console application) برنامه‌ای است که برای استفاده از طریق یک رابط متنی رایانه‌ای، مانند پایانه متنی، واسط خط فرمان برخی از سیستم عامل‌ها (یونیکس، داس و غیره) یا رابط متنی به کار رفته در اغلب سیستم عامل‌های بر پایه رابط گرافیکی کاربر (GUI)، مانند پیشانهٔ ویندوز در مایکروسافت ویندوز، ترمینال در مک او اس و اکس ترم در یونیکس است.

## بررسی اجمالی

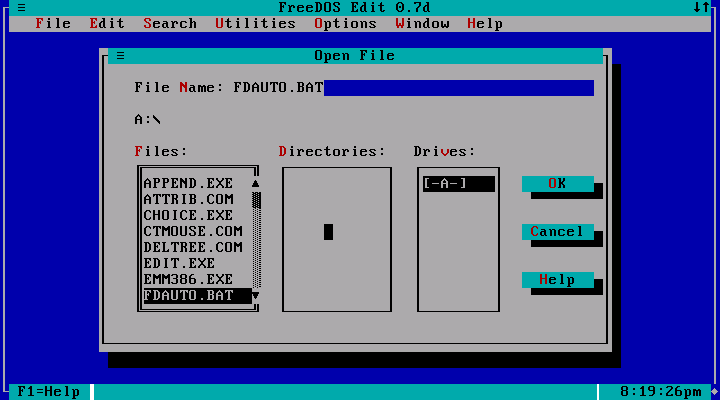
ویرایش فری‌داس یک ویرایشگر متن

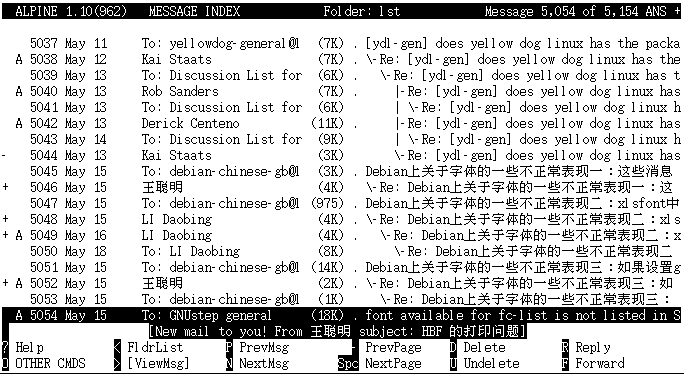
Alpine، یک سرویس گیرنده ایمیل

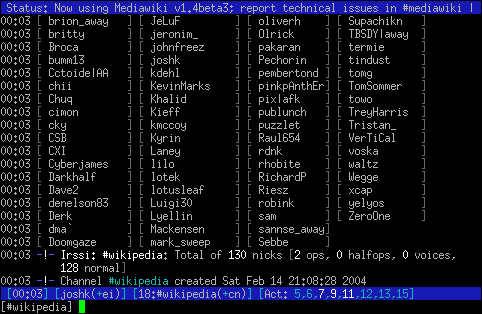
Irssi، یک کارخواه آی آرسی

یک کاربر معمولاً با یک برنامه پیشانه ای فقط با استفاده از صفحه کلید و صفحه نمایش تعامل دارد، برخلاف برنامه‌های دارای رابط گرافیکی کاربر، که معمولاً به استفاده از ماوس ابزار اشاره گر دیگری نیاز دارند. بسیاری از برنامه‌های کاربردی پیشانه مانند واسط خط فرمان، ابزارهای خط فرمان هستند، اما برنامه‌های واسط کاربری متن بنیان (TUI) متعددی نیز وجود دارند.
از آنجایی که سرعت و سهولت استفاده از برنامه‌های رابط کاربری گرافیکی در طول زمان بهبود یافته‌است، استفاده از برنامه‌های کاربردی پیشانه ای به شدت کاهش یافته‌است، اما هنوز مورد استفاده قرار می‌گیرند است. برخی از کاربران واقعاً برنامه‌های پیشانه بنیان را ترجیح می‌دهند، در حالی که برخی از سازمان‌ها همچنان به برنامه‌های پیشانه ای موجود برای رسیدگی به رویه‌های پردازش داده‌های کلیدی وابسته اند.
توانایی ایجاد برنامه‌های پیشانه ای به عنوان یکی از ویژگی‌های محیط‌های توسعه یکپارچه مدرن مانند ویژوال استودیو و . چارچوب دات نت در مایکروسافت ویندوز. این ویژگی فرایند یادگیری یک زبان برنامه نویسی جدید را با حذف پیچیدگی‌های کار با یک رابط گرافیکی کاربر ساده می‌کند (به مثالی در مقاله سی شارپ مراجعه کنید).
برای انجام وظیفه‌های پردازش داده و کنترل ادمینستریشن رایانه، این محیط‌های برنامه نویسی سطح بعدی سیستم عامل یا کنترل پردازش داده‌ها را پس از اسکریپت نشان می‌دهد. اگر قرار است برنامه ای فقط توسط برنامه نویس اصلی و/یا چند همکارش اجرا شود، ممکن است نیازی به یک رابط کاربری گرافیکی زیبا نباشد، که باعث می‌شود نگه داری برنامه با فضای کمتر، سریعتر و راحت تر میسر شود.

## مثال‌ها
برنامه‌های کاربردی مبتنی بر پیشانه عبارتند است از:
1. Alpine (یک رایانامه‌خوان)
2. سی‌موس (یک پخش کننده صوتی)
3. Irssi (یک کارخواه آی آرسی)
4. لینکس (یک مرورگر وب)
5. میدنایت کامندر (یک مدیر پرونده)
6. Music on Console (یک پخش کننده صوتی)
7. Mutt (یک کارخواه ایمیل)
8. نانو (ویرایشگر متن)
9. ne (ویرایشگر متن)
10. newsbeuter (یک خوانشگر RSS)
11. رنجر (یک مدیر پرونده)
12. و…